# Francia en el Festival de la Canción de Eurovisión 2009

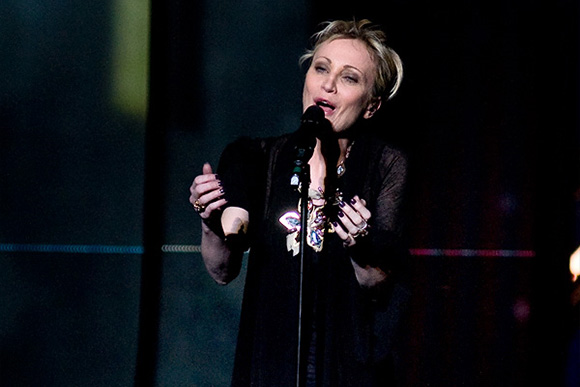
Patricia Kaas, cantante francesa que representó a su país en el Festival de la Canción de Eurovisión en 2009 y fue candidata a Marianne (personificación de la República) en 2000.

Patricia Kaas representó a Francia en el Festival de la Canción de Eurovisión 2009, que se celebró en Moscú. France Télévisions dice estar muy orgullosa de que por primera vez vaya por Francia una cantante muy conocida, además añade en la nota que era la primera vez que un cantante famoso acepta la oportunidad de representar al país en Eurovisión tal como lo habían visto hacer en Rusia y Ucrania.
El jefe de la Delegación de Francia en Eurovisión, Bruno Barberes, ha comentado a nuestros compañeros de esctoday.com que el próximo 9 de febrero anunciarán la canción y ha añadido que todos aquellos amantes de la música tradicional francesa van a ser muy felices.
Francia llevará al próximo Festival de Eurovisión 2009, que se celebrará en Moscú, un artista de gran popularidad, algo similar a Dima Bilán en Rusia o a Anna Vissi en Grecia. Así lo ha confirmado el jefe de delegación de la France Télévisions para Eurovisión, Bruno Berberes, quien asegura que tras la experiencia el año pasado con Sebastien Tellier el mundo del ‘show business' francés cada vez está más interesado en Eurovisión.
"Una sorpresa muy agradable" espera a los franceses de cara a Eurovisión 2009. En una entrevista concedida a nuestros compañeros de esctoday, Berberes asegura que, tras la elección de Sakis Rouvas por Grecia, Hadise por Turquía, o Andrew Lloyd Weber para hacer la canción de Reino Unido, Francia también llevará este año a Moscú una gran figura.
Y es que, después del éxito cosechado por Tellier tras su paso por Eurovisión en ventas de discos y entradas para conciertos, además de realizar la campaña publicitaria para Renault, el ‘show business' francés entiende ahora Eurovisión como un medio fantástico para promocionarse.
Además, tras Les Fatals Picards en 2007 y Tellier en 2008, el festival se ha abierto a otros estilos de música en Francia, lo que posibilita que haya contactos con grandes compañías discográficas nacionales e internacionales para elegir al representante. Según Berberes, la elección del representante para Moscú será interna, contactando con diferentes discográficas. "Necesitamos una gran compañía para cubrir los gastos de participación, el videoclip y la promoción", señala el jefe de delegación.
En cuanto al idioma elegido para Moscú, y tras la polémica del año pasado con el inglés, la canción será en francés, asegura Berberes."

## En el Festival de la Canción de Eurovisión
Francia es uno de los países del grupo de los coloquialmente denomindaos Big 4 (los cuatro grandes) y por lo tanto siempre tiene su lugar asegurado en la final del festival, hasta de momento el 2009, ya que posiblemente para la edición del 2010 ninguno de los países que integran este Big Four accederán a la final sin una ronda de clasificación previa como hacen el resto de los países.